# Diego Cagna
Diego Sebastián Cagna (Buenos Aires, 19 de abril de 1970) es un exfutbolista y entrenador argentino que jugaba como mediocampista. Jugó la mayor parte de su carrera en Boca Juniors, donde permaneció durante 6 temporadas, desde 1996 hasta 1999 y desde 2003 hasta su retiro en 2005. También tuvo una etapa en Independiente, desde 1992 hasta 1996.  

## Trayectoria

### Como jugador
Su primer partido profesional en Primera División fue en diciembre de 1988, con Argentinos Juniors, junto a una camada que a futuro serían repatriados a grandes clubes y citados a la Selección Argentina, como Carlos Goyén, Carlos Mac Allister, Fernando Redondo, Fernando Cáceres. Luego de 4 años en el club de la Paternal, fue transferido a Independiente a comienzos del año 1992. En dicho club jugó durante cuatro años, ganó tres títulos, y compartió plantel con futbolistas de renombre como Luis Islas, Daniel Garnero, Juan Ramón Jara, Sebastián Rambert, Gustavo Adrián López, Albeiro Usuriaga entre otros.
El futbolista fue transferido a Boca Juniors de Carlos Bilardo a mediados de 1996, renovando el plantel xeneize junto a refuerzos de renombre, estos fueron: Facundo Sava, Fernando Cáceres (ambos provenientes de las divisiones inferiores de Argentinos Juniors), Julio César Toresani, Sebastián Rambert (con quien ya había compartido plantel en Independiente unos años atrás), Hugo Romeo Guerra, Diego Latorre, quien regresaba al club tras un paso por Europa, Roberto Pompei y un joven Juan Román Riquelme, jugó en el club "Xeneize" desde el Torneo Apertura 1996 hasta finales de 1999. Cuando finalizó el Torneo Apertura de aquel año, fue transferido al Villarreal de la Primera División de España. Cagna jugó dos temporadas para el Submarino Amarillo, y luego de jugar el Torneo Apertura 2002 con el Atlético Celaya, regresó a Boca Juniors en 2003, donde jugó hasta finales de 2005, cuando se retiró del fútbol.

### Como entrenador
Luego de dejar el fútbol fue candidato junto a Ricardo La Volpe y Marcelo Bielsa para reemplazar a Alfio Basile en la dirección técnica de Boca Juniors.
A finales del 2006, Diego Cagna fue nombrado director técnico del Club Atlético Tigre, que militaba en la segunda división del fútbol argentino. Fue aquí donde realizó su primera experiencia como entrenador. Como director técnico ganó el Torneo Reducido 2007 y logró el ascenso a Primera División al vencer a Nueva Chicago en la Promoción por el ascenso. Durante esa campaña Tigre estuvo 13 partidos sin perder, logrando el ascenso luego de 27 años para el club de Victoria.
En su primera campaña en la máxima categoría, a fines de ese año obtuvo el subcampeonato en el Torneo Apertura, el primero de los tres que ostenta la institución de Victoria. Un año después, nuevamente por el Torneo Apertura, Tigre logró su segundo subcampeonato. Tras finalizar el torneo con la misma cantidad de puntos que Boca Juniors y San Lorenzo de Almagro se organizó un triangular con el fin de consagrar un campeón. El 23 de diciembre de 2008, derrotó a Boca Juniors por 1-0 en la última fecha del triangular, pero si bien los tres equipos ganaron un partido y perdieron otro, Boca Juniors fue el vencedor del campeonato por diferencia de gol, y Tigre, su escolta.
Gracias a su exitosa labor como director técnico, llegó a ser candidato para suceder a Diego Pablo Simeone en el club River Plate.
Sin embargo, Tigre finalizó el Apertura 2009 en el último puesto de la tabla, cosechando tan sólo 8 puntos, y, tras la finalización del contrato de Cagna al final del año, el vínculo no fue renovado por los directivos del "Matador".
Tras la renuncia de Hugo Tocalli a la dirección técnica de Colo-Colo, Diego Cagna fue nombrado nuevo entrenador, siendo presentado junto a su cuerpo técnico el día 26 de abril de 2010. La relación con la afición alba se deterioró luego de que el equipo perdiera el campeonato de Primera División 2010 a manos de Universidad Católica a pesar de llevarle 7 puntos de ventaja, faltando 6 fechas. Esta situación se fue acentuando a comienzos de 2011, durante la pretemporada, en la que Colo-Colo consiguió solamente una victoria. La situación se volvió insostenible luego de que el equipo cayera el 12 de febrero por 1-5 ante Universidad de Concepción en la tercera fecha del Apertura 2011, en lo que supuso su derrota más abultada como local desde 1989 y el peor inicio de campeonato, con un empate y dos derrotas. Al día siguiente reunió al plantel y presentó su renuncia al cargo de entrenador. Con estos antecedentes, es considerado por los fanáticos uno de los peores Directores Técnicos de la historia del fútbol chileno, junto con Salvador Capitano y Oscar Garré.
El 29 de septiembre de 2011 firmó contrato con Newell's Old Boys de la Primera División de Argentina, ocupando el cargo que había dejado vacante Javier Torrente tras su renuncia debido a los malos resultados obtenidos. Su campaña no fue fructífera, terminando el Torneo Apertura 2011 antepenúltimo (con 13 empates en 19 partidos jugados) además de ser eliminado de la Copa Argentina en la definición por penales por un equipo de la Primera B Nacional, Patronato.
A mitad del año 2012, fue presentado como nuevo entrenador del plantel profesional de Estudiantes de La Plata en reemplazo de Juan Manuel Azconzábal, quien había renunciado durante el transcurso del Torneo Clausura 2012.
A mediados de marzo Estudiantes se encontraba en los últimos puestos de la tabla de posiciones. Tras una charla con el presidente Enrique Lombardi y con la Comisión directiva, integrada por Juan Sebastián Verón y Agustín Alayes, celebrada después de la derrota 0-1 contra Racing en el Estadio Ciudad de La Plata, se llegó a un acuerdo para destituir a Cagna como entrenador. Una semana después fue confirmado Mauricio Pellegrino como nuevo técnico de Estudiantes.
Para el Torneo Inicial 2013, Tigre lo vuelve a contratar con el objetivo de salvarse del descenso y repetir las campañas del 2007 y 2008. Eso no pudo pasar, ya que, fue despedido después de la derrota 3-0 con River Plate. En su segundo ciclo en El Matador dirigió 6 partidos con apenas una victoria, un empate y cuatro derrotas.
El 9 de abril de 2016 arriba a Tucumán para dirigir a San Martín de Tucumán donde logró el ascenso después que el conjunto de la Ciudadela permaneciera cinco años en la tercera categoría del fútbol argentino.
El 15 de diciembre fue confirmado como técnico del Atlético Bucaramanga, en el que no tuvo buenos resultados y fue despedido.
En 2019 dirigió a Instituto Atlético Central Córdoba.

## Selección nacional
Con la selección de fútbol de Argentina ganó la Copa Confederaciones 1992 y la medalla dorada en los Juegos Panamericanos de 1995.
Su único gol con la selección lo marcó el 15 de abril de 1998 en la derrota por 2-1 en un partido amistoso disputado contra la selección de fútbol de Israel en Jerusalén.

### Participaciones en Copa América
| Copa              | Sede     | Resultado        |
| ----------------- | -------- | ---------------- |
| Copa América 1999 | Paraguay | Cuartos de final |

## Clubes

### Como jugador
| Club                     | País      | Año       |
| ------------------------ | --------- | --------- |
| A. A. Argentinos Juniors | Argentina | 1990-1991 |
| C. A. Independiente      | Argentina | 1992-1996 |
| C. A. Boca Juniors       | Argentina | 1996-1999 |
| Villarreal C. F.         | España    | 1999-2002 |
| Atlético Celaya          | México    | 2002      |
| C. A. Boca Juniors       | Argentina | 2003-2005 |

### Estadísticas como entrenador
- Datos actualizados al último partido dirigido el 23 de septiembre de 2021.[10]

| Equipo                  | País      | Año       | Historial | Historial | Historial | Historial | Historial | Historial | Historial | Historial   |
| Equipo                  | País      | Año       | PJ        | PG        | PE        | PP        | GF        | GE        | DIF       | Rendimiento |
| ----------------------- | --------- | --------- | --------- | --------- | --------- | --------- | --------- | --------- | --------- | ----------- |
| C. A. Tigre             | Argentina | 2006-2009 | 153       | 62        | 38        | 53        | 186       | 190       | –4        | 48.8%       |
| C. S. D. Colo-Colo      | Chile     | 2010-2011 | 27        | 15        | 4         | 8         | 47        | 35        | +12       | 60.5%       |
| C. A. Newell's Old Boys | Argentina | 2011      | 11        | 0         | 8         | 3         | 7         | 11        | –4        | 24.24%      |
| Estudiantes de La Plata | Argentina | 2012-2013 | 26        | 8         | 7         | 11        | 27        | 30        | –3        | 39.74%      |
| C. A. Tigre             | Argentina | 2013      | 6         | 1         | 1         | 4         | 4         | 8         | –4        | 22.23%      |
| C. A. San Martín (T)    | Argentina | 2016-2017 | 69        | 29        | 22        | 18        | 92        | 71        | +21       | 52.66%      |
| Atlético Bucaramanga    | Colombia  | 2018      | 27        | 8         | 6         | 13        | 29        | 35        | –6        | 37.04%      |
| Instituto A. C. C.      | Argentina | 2019      | 9         | 2         | 2         | 5         | 12        | 10        | +2        | 29.63%      |
| C. D. Jorge Wilstermann | Bolivia   | 2021      | 18        | 8         | 1         | 9         | 33        | 33        | 0         | 46.29%      |
| Total                   | Total     | Total     | 346       | 133       | 89        | 124       | 437       | 423       | +14       | 47.01%      |

## Palmarés

### Como jugador

#### Campeonatos nacionales
| Título           | Club                | País      | Año    |
| ---------------- | ------------------- | --------- | ------ |
| Primera División | C. A. Independiente | Argentina | C-1994 |
| Primera División | C. A. Boca Juniors  | Argentina | A-1998 |
| Primera División | C. A. Boca Juniors  | Argentina | C-1999 |
| Primera División | C. A. Boca Juniors  | Argentina | A-2003 |
| Primera División | C. A. Boca Juniors  | Argentina | A-2005 |

#### Campeonatos internacionales
| Título                 | Equipo (*)                    | Sede           | Año  |
| ---------------------- | ----------------------------- | -------------- | ---- |
| Copa Rey Fahd          | Selección de Argentina        | Arabia Saudita | 1992 |
| Supercopa Sudamericana | C. A. Independiente           | Avellaneda     | 1994 |
| Juegos Panamericanos   | Selección de Argentina sub-22 | Mar del Plata  | 1995 |
| Recopa Sudamericana    | C. A. Independiente           | Tokio          | 1995 |
| Supercopa Sudamericana | C. A. Independiente           | Río de Janeiro | 1995 |
| Copa Libertadores      | C. A. Boca Juniors            | São Paulo      | 2003 |
| Copa Intercontinental  | C. A. Boca Juniors            | Yokohama       | 2003 |
| Copa Sudamericana      | C. A. Boca Juniors            | Buenos Aires   | 2004 |
| Recopa Sudamericana    | C. A. Boca Juniors            | Manizales      | 2005 |
| Copa Sudamericana      | C. A. Boca Juniors            | Buenos Aires   | 2005 |

(*) Incluyendo la selección.